# Operatie Just Cause
De Amerikaanse invasie in Panama, codenaam Operatie Just Cause, was een invasie van het Amerikaanse leger in Panama, in december 1989 en januari 1990. De invasie, die Manuel Noriega uit het zadel stootte, vond plaats toen George H.W. Bush president was van de Verenigde Staten.

## Achtergrond
De eerste plannen voor deze operatie ontstonden reeds in 1988. Amerikaanse pogingen om Noriega diplomatiek uit het zadel te helpen waren niet succesvol gebleken, en de eerste planning, onder de codenaam Elaborate Maze, begon.
Enige incidenten volgden: het Schoolbus-incident op 3 maart 1989, het nietig verklaren van de verkiezingsuitslag in mei 1989 en de uitspraak van Noriega dat 'door de Amerikaanse agressie een staat van oorlog was ontstaan' (15 december 1989). De situatie escaleerde verder na aanslagen door Panamese militairen op Amerikaanse marine-officieren. Die aanslagen resulteerden onder andere in de dood van de Marine-luitenant Robert Paz, op 16 december 1989. Hierna gingen de VS over tot een versnelde planning voor de invasie.
Aanvankelijk koos men voor de naam Elaborate Maze, maar na een uitbreiding veranderde de naam in Prayer Book, een verzamelnaam voor de verschillende operaties die plaats zouden gaan vinden in Panama. De geplande gevechtsoperatie droeg de naam Blue Spoon. Parallel aan de operatie Blue Spoon zou de operatie Blind Logic lopen, gericht op het onderhouden van contacten met de vooral Amerika-gezinde Panamese burgers.

## De operatie
De Amerikaanse militaire invasie in Panama duurde van 20 december 1989 (1.00 uur Greenwich Meantime) tot 31 januari 1990.
De doelstellingen van de invasie waren:
1. Amerikaanse levens beschermen
2. De implementatie van het kanaalverdrag bewaken
3. De gevangenneming van generaal Manuel Noriega
4. De democratie in Panama herstellen

De operatie Blue Spoon, waaraan 22.000 Amerikaanse militairen deelnamen, werd uitgevoerd onder het commando van XVIII Airborne corps. Zowel lichte als pantser (gemechaniseerde) infanterie, cavalerie, luchtmacht, marine, Navy SEALs, mariniers, commando's als Rangers waren betrokken bij deze operatie, onderverdeeld in verschillende taskforces. In grote lijnen zag de organisatie van de Amerikaanse troepen er als volgt uit:
Onder Southern Command (SOUTHCOM) vielen
- Joint TaskForce South (JTF South)
- Air Force (AFFOR)
- Naval Force (NAVFOR)
- Marine Force (MARFOR)
- Army Force (ARFOR)
- Task Force BAYONET
- Task Force SEMPER FIDELIS (altijd trouw)
- Task Force ATLANTIC
- Task Force 82nd Airborne Division
- Task Force 7th Infantry Division
- Joint Special Operations Command, Joint Special Operations Task Force (JSOTF), waar alle SEALs, commando's en Rangers onder vielen.

## Noriega in de Vaticaanse ambassade
In een opmerkelijke ontwikkeling trok Noriega zich terug tot de Nuntiatuur, de ambassade van Vaticaanstad. Omdat in de Nuntiatuur burgers aanwezig waren, werd gevreesd dat Noriega gijzelaars zou nemen. Een inval door Amerikaanse militairen had voor Amerika ongewenste gevolgen, aangezien het Vaticaan hier geen toestemming voor wilde geven.
De Amerikanen lieten hardrock afspelen buiten de Vaticaanse ambassade. Over de reden hiertoe bestaan twee versies:
- Toen tijdens een van de delicate onderhandelingen met Monseigneur Labao (de hoogste aanwezige in de ambassade), een aanwezige journalist iets naar onderhandelaar generaal Thurman riep, is bij Thurman wellicht de verdenking ontstaan dat de media met gevoelige microfoons de onderhandelingen opnam.
- Op een persconferentie werd opgegeven, dat de muziek werd gespeeld om Noriega te frustreren.

Het resultaat op de media en Noriega is onbekend, maar Monsigneur Labao gaf op een gegeven moment te kennen dat hij slecht sliep en de nachten elders wilde doorbrengen. Vanuit het Witte Huis kwam evenwel de opdracht om de rockmuziek te staken, omdat de kerkelijke werknemers te veel hinder ondervonden. Hierop werd er overgeschakeld op een ander, minder als irritant ervaren geluid.

## Kritiek
De aanval werd door veel landen, waaronder de volledige Organisatie van Amerikaanse Staten, veroordeeld. De Verenigde Staten steunden op het moment van de inval tal van dictaturen in Latijns-Amerika, dus er werd ernstig getwijfeld aan het argument dat de VS democratie wilden brengen in Panama. Verder was Noriega tot 1988 medewerker van de CIA geweest, ook toen al bekend was dat hij drugshandelaar was, en was hij opgeleid aan de School of the Americas in de VS. Gedurende de jaren tachtig was hij een belangrijke bondgenoot van de VS in de regio; hij liet Panama onder andere gebruiken als uitvalsbasis van de contra's, die tegen de sandinistische regering van Nicaragua vochten.